# كهف لولتون
كهف لولتون هو كهف في شبه جزيرة يوكاتان، على بعد حوالي 7 كم (4.3 ميل) جنوب أوكسكوتسكاب بالمكسيك.يحتوي الكهف على لوحات منسوبة إلى حضارة المايا من أواخر عصر ما قبل الكلاسيكية أو حتى أقدم.

## وصلات خارجية
- Loltun Cave Photo Archive
- INAH official site
- Caves of the Yucatan نسخة محفوظة 11 مارس 2016 على موقع واي باك مشين.
- Photo Essay of the Loltun Cave